# Lorenz Huber (General)

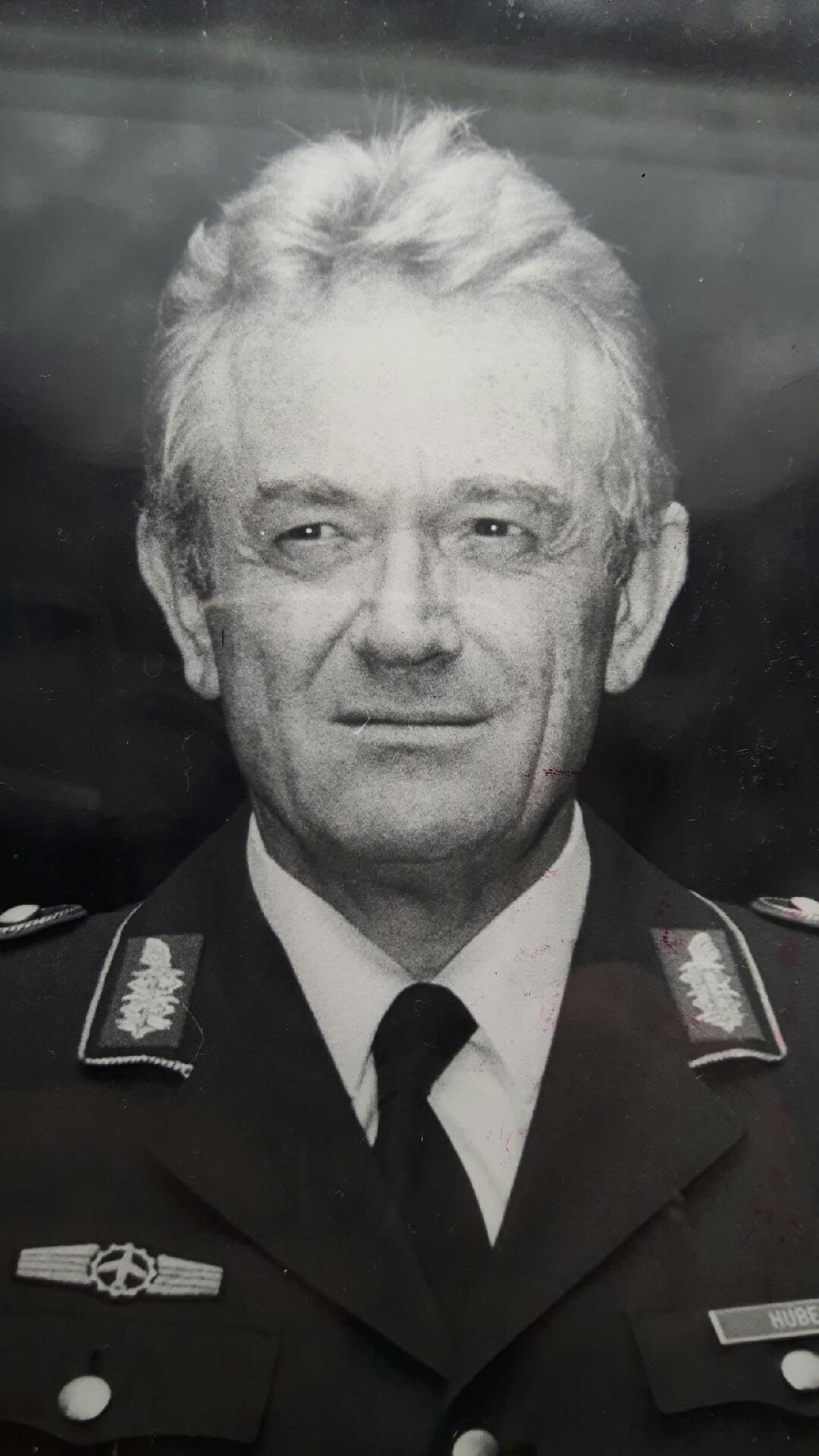
Brigadegeneral Lorenz Huber (1992)

Lorenz Huber (* 20. Juli 1938 in Kiel) ist ein deutscher Brigadegeneral außer Dienst der Luftwaffe der Bundeswehr.

## Leben
Huber durchlief eine dänische Schulausbildung. 1959 kam er als Grundwehrdienstleistender zur Bundeswehr. Nach der Offiziersausbildung absolvierte er ein Maschinenbaustudium an der Höheren Technischen Schule der Luftwaffe in Neubiberg. Seine Diplomarbeit auf dem Gebiet der Aerodynamik machte er am deutsch-französischen Forschungsinstitut ISL in St. Louis. Sein Einsatz als Flugzeugtechnischer-Offizier begann 1965 beim Jagdbombergeschwader 43 in Oldenburg und endete 1998 als Leiter des Materialamtes der Luftwaffe in Köln-Wahn.
Nach seiner Generalstabsausbildung von 1972 bis 1974 an der Führungsakademie der Bundeswehr in Hamburg im 17. Generalstabslehrgang Luftwaffe, wo er zum Offizier im Generalstabsdienst ausgebildet wurde, folgten Generalstabsverwendungen im Bundesministerium der Verteidigung, Bundeskanzleramt, NATO-Hauptquartier/Internationaler Militärstab und als Direktor Lehrgänge und Stellvertretender Kommandeur der Führungsakademie der Bundeswehr.
Zusätzlich wurde er mit einer Reihe von Studien beauftragt:
- „Neuordnung von Laufbahnen im Technisch-Logistischen Dienst“ (Auftrag von Johannes Steinhoff)
- Technologiestudie der Nuklearen Planungsgruppe (NPG) über die „Politischen Implikationen neuer Waffentechnologien“
- „Sparstudie Logistik: Mitwirkung der Logistik im EBMat“ (Auftrag von Dieter Wellershoff)
- Aufwandsbegrenzung (AGAB) im Betrieb der Bundeswehr (Auftrag von Volker Rühe).[3][4]

Lorenz Huber ist Träger des Bundesverdienstkreuzes. Er ist verheiratet und evangelisch.